# Riedwihr
Riedwihr [ʁidviʁ] est une ancienne commune française située dans le département du Haut-Rhin, en région Grand Est.
Cette commune se trouve dans la région historique et culturelle d'Alsace et est devenue, le 1er janvier 2016, une commune déléguée de la commune nouvelle de Porte du Ried.

## Géographie
Riedwihr est une commune du centre de l'Alsace, en bordure de la Blind. Elle est traversée du nord au sud par la route départementale no 45 et d'est en ouest par la route départementale no 31.
Accessible rapidement depuis Colmar (7 km), deux échangeurs de l'autoroute A35 la desservent, celui d'Ostheim et celui de Colmar Nord.
Les communes limitrophes sont Jebsheim, Wickerschwihr, Holtzwihr et Colmar.
Le village tire son nom de sa situation géographique : il se situe au sud du Ried Noir d'Illhaeusern.
Le Ried alsacien est une mosaïque de marais, de prairies humides, d’étendues de carex et de phragmites, alternant avec des prairies surélevées de quelques mètres, sèches voire arides, de cultures de choux ou de maïs entrecoupées de haies de moins en moins nombreuses, de bosquets ou de boisements d’aulnaies, de frênaies, de peupleraies ou de charmaies, le tout parfois en mélange. Il est parcouru d’un réseau dense de rivières phréatiques et de sources.

## Histoire

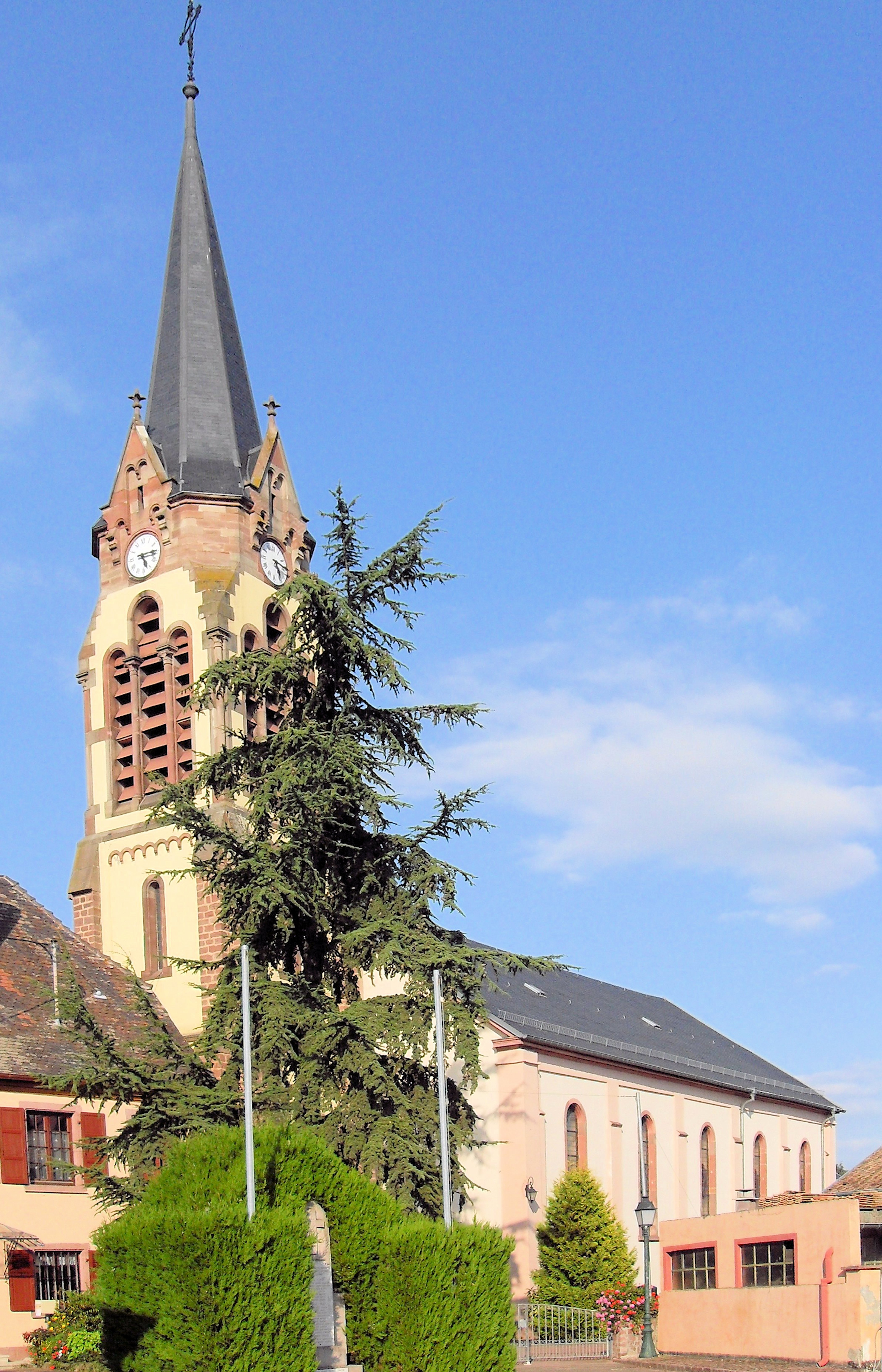
L'église Sainte-Marguerite.

Riedwihr qui apparaît en 1279 sous la dénomination « Rietwilr » a appartenu aux Habsbourg puis, à partir des traités de Westphalie, à la couronne de France. Des biens y appartenaient aux seigneurs de Horbourg, à l'abbaye de Pairis et à plusieurs couvents dont celui d'Unterlinden. De 1478 à 1709 le village fut tenu en fief par la famille de Ruest, ensuite jusqu'à la Révolution par les Klinglin.
L'église, dédiée à sainte Marguerite, a été construite en 1864. Le clocher date de 1882.
La Seconde Guerre mondiale a engendré d'importants dégâts dans le village. Les bombardements de l'armée américaine ont marqué durablement la population. Celle-ci était contrainte de se réfugier dans les bunkers à l'entrée du village. Situés sur le ban de Wickerschwihr, ils sont toujours visibles.

### Héraldique
| Blason de Riedwihr | Les armes de Riedwihr se blasonnent ainsi : « Taillé, au premier de sinople au chou pommé d'Alsace d'argent, au second d'argent au crochet double en forme de S de sable posé en barre. » |

## Politique et administration
| Période                                  | Période          | Identité          | Étiquette | Qualité |
| ---------------------------------------- | ---------------- | ----------------- | --------- | ------- |
| 1894                                     | 1913             | Séraphin Schwein  |           |         |
| 1913                                     | 1919             | Auguste Haumesser |           |         |
| 1919                                     | 1928             | Séraphin Schwein  |           |         |
| 1928                                     | 1943             | Joseph Schneider  |           |         |
| 1943                                     | 1953             | Léon Fleith       |           |         |
| 1953                                     | 1975             | Fernand Dirninger |           |         |
| 1975                                     | 1983             | Pierre Burdloff   |           |         |
| 1983                                     | mars 2001        | Francis Wurth     | SE        |         |
| mars 2001                                | 1er janvier 2016 | Bernard Dirninger | SE        |         |
| Les données manquantes sont à compléter. |                  |                   |           |         |

## Démographie
L'évolution du nombre d'habitants est connue à travers les recensements de la population effectués dans la commune depuis 1793. À partir du 1er janvier 2009, les populations légales des communes sont publiées annuellement dans le cadre d'un recensement qui repose désormais sur une collecte d'information annuelle, concernant successivement tous les territoires communaux au cours d'une période de cinq ans. 
Pour les communes de moins de 10 000 habitants, une enquête de recensement portant sur toute la population est réalisée tous les cinq ans, les populations légales des années intermédiaires étant quant à elles estimées par interpolation ou extrapolation. Pour la commune, le premier recensement exhaustif entrant dans le cadre du nouveau dispositif a été réalisé en 2008,.
En 2013, la commune comptait 403 habitants, en évolution de +7,75 % par rapport à 2008 (Haut-Rhin : +1,54 %, France hors Mayotte : +2,49 %).
| 1793 | 1800 | 1806 | 1821 | 1831 | 1836 | 1841 | 1846 | 1851 |
| ---- | ---- | ---- | ---- | ---- | ---- | ---- | ---- | ---- |
| 308  | 279  | 332  | 400  | 458  | 481  | 519  | 522  | 532  |

| 1856 | 1861 | 1866 | 1871 | 1875 | 1880 | 1885 | 1890 | 1895 |
| ---- | ---- | ---- | ---- | ---- | ---- | ---- | ---- | ---- |
| 467  | 497  | 499  | 476  | 430  | 432  | 428  | 421  | 390  |

| 1900 | 1905 | 1910 | 1921 | 1926 | 1931 | 1936 | 1946 | 1954 |
| ---- | ---- | ---- | ---- | ---- | ---- | ---- | ---- | ---- |
| 388  | 399  | 400  | 362  | 361  | 352  | 332  | 353  | 346  |

| 1962 | 1968 | 1975 | 1982 | 1990 | 1999 | 2008 | 2013 | - |
| ---- | ---- | ---- | ---- | ---- | ---- | ---- | ---- | - |
| 341  | 322  | 289  | 306  | 315  | 382  | 374  | 403  | - |

## Lieux et monuments
- Monument au Mort (Place de l'église)

## Animations
• Fête de la choucroute tous les premiers week-ends d’Octobre ,

## Les busTrace
Cette commune est desservie par les lignes et arrêts suivants :
|    |  | Parcours                                | Arrêts dans la commune           |
| -- |  | --------------------------------------- | -------------------------------- |
| 24 |  | Grussenheim / Riedwihr – Théâtre - Gare | Digue, Riedwihr Place de l’École |